# Els dotze del patíbul: Missió mortal
Els dotze del patíbul: Missió mortal—The Dirty Dozen: The Deadly Mission en la versió en anglès— és un telefilm estatunidenco-iugoslau de Lee H. Katzin difós l'any 1987. És el segon telefilm inspirat en la pel·lícula Els dotze del patíbul (1967), després de Els dotze del patíbul 2 (1985). Ernest Borgnine hi reprèn el seu paper per 3a vegada. A la Missió mortal encara li seguí una altra seqüela: Els dotze del patíbul: Missió fatal. El rodatge s'ha desenvolupat a Zagreb a Croàcia.

## Argument
El major Wright dirigeix una nova banda de dotze cabrons per destruir una fàbrica de gas alemanya que podria servir contra els Aliats.

## Repartiment
- Telly Savalas: el major Wright. Savalas, conegut principalment per la sèrie Kojak, interpreta aquí el major Wright. No obstant això, encarnava ja un altre personatge en Els dotze del patíbul el 1967: el molt religiós Archer J. Maggott.
- Ernest Borgnine: el general Sam Worden
- Vince Edwards: el sergent Holt
- Bo Svenson: Maurice Fontenac (1 dels 12)
- Vincent Van Patten: Ronnie Webber (1 dels 12)
- James Van Patten: David Webber (1 dels 12). Vincent Van Patten, que té aquí un paper, és un antic jugador de tennis professional, classificat en el lloc 41 al mundial de l'any 1981.
- Randall "Tex" Cobb: Eric « Swede » Wallan (1 dels 12)
- Gary Graham: Joe Stern (1 dels 12)
- Wolf Kahler: el coronel Krieger
- Thom Matthews: Francis Kelly (1 dels 12)
- Emmanuelle Meyssignac: Marie Verlaine
- Paul Picerni: Ernesto Ferruci (1 dels 12)
- Pavle Balenovic: Ballews (1 dels 12)
- Branko Blace: Martinez (1 dels 12)
- David Horovitch: Pierre Claudel
- Bernard Woringer: George Flamands
- Sam Douglas: Hallet
- Alex Cord: Dravko Demchuk
- Heather Thomas: el tinent Carol Campbell